# Ołeksandr Batalski
Ołeksandr Anatolijowycz Batalski, ukr. Олександр Анатолійович Батальський (ur. 28 października 1986 w Kijowie) – ukraiński piłkarz, grający na pozycji napastnika.

## Kariera piłkarska

### Kariera klubowa
Wychowanek klubu Łokomotyw Kijów, barwy którego bronił w juniorskich mistrzostwach Ukrainy (DJuFL). W 2004 rozpoczął karierę piłkarską w drugiej drużynie Arsenału Kijów. 22 maja 2005 debiutował w Wyższej Lidze w meczu z Tawriją Symferopol. W sierpniu 2008 roku podpisał roczny kontrakt z Dnistrem Owidiopol. Po wygaśnięciu kontraktu próbował swoich sił w Tawrii Symferopol, ale nie przeszedł testów. Potem podtrzymywał formę sportową w drużynach amatorskich. W lipcu 2010 został piłkarzem Prykarpattia Iwano-Frankiwsk, a na początku 2011 do Zirki Kirowohrad. W lipcu 2012 przeszedł do Heliosu Charków. Podczas przerwy zimowej sezonu 2013/14 zmienił klub na Czerkaśkyj Dnipro Czerkasy. 7 lutego 2017 wrócił do Arsenału Kijów. 18 lipca 2018 został piłkarzem Ruchu Winniki. Na początku 2019 przeniósł się do Szewardeni-1906 Tbilisi. 23 lipca 2019 zasilił skład klubu Obołoń-Browar Kijów.

### Kariera reprezentacyjna
W 2006 występował w młodzieżowej reprezentacji Ukrainy.